# Ханстра, Берт
Берт Ханстра (нидерл. Bert Haanstra, 31 мая 1916, Эстел — 23 октября 1997, Хилверсюм) — режиссёр художественного и документального кино Нидерландов.

## Биография
Родился в Эстеле, небольшой деревне недалеко от Холтена, в семье школьного учителя Фолкерта Хаанстры и Янсье Шувелинг. Детство Берта прошло в небольшом городке Гор, а школу он окончил в Хенгело. Отец Берта как школьный учитель рано вышел на пенсию и осуществил свою мечту — стать художником. Берт также стал художником и начал экспериментировать с фотографией. Благодаря своему увлечению подружился с владельцем местного кинотеатра, который позволял Берту смотреть фильмы бесплатно из проекционной комнаты, что усилило интерес юноши к кинематографу.
С 1934 года Берт работал фотожурналистом в Амстердаме. Поступил в Королевскую академию изящных искусств, но затем бросил учёбу, полагая, что время обучения будет напрасным по сравнению с реальной жизнью. Во время своей более поздней работы фотокорреспондентом Берт экспериментировал в постановочной фотографии, создал свой первый фильм «Сом».
Во время Второй мировой войны участвовал в Движении Сопротивления.
С 1947 года — профессиональный кинорежиссёр. Известность ему принёс документальный фильм «Зеркало Голландии». Снимал как кино о классическом голландском искусстве, так и сравнительное кино о животных и человеке.

## Избранная фильмография
- Зеркало Голландии (1950; Spiegel van Holland) — гран-при Каннского кинофестиваля (1951) за лучший короткометражный фильм.
- Средневековая голландская скульптура (1951; Nederlandse Beeldhouwkunst tijdens de late Middeleeuwen).
- Стекло (1958; Glas) — «Серебряный медведь» Берлинского кинофестиваля (1958), премия «Оскар» за лучший короткометражный фильм (1960).
- Фанфары (1958; Fanfare) — номинирован на «Золотую пальмовую ветвь» (1959).
- Рембрандт, мастер портрета (1957; Rembrandt, schilder van de mens).
- Зоопарк (1962; Zoo) — приз ФИПРЕССИ Берлинского кинофестиваля (1962), гран-при международного фестиваля в Гижоне (1963).
- Голландец (1963; Alleman, в советском прокате — 12 миллионов) — «Золотой медведь» Берлинского кинофестиваля (1964), номинирован на «Оскар» (1965).
- Голос воды (1970; De stem van het water) — приз Международного Московского кинофестиваля.
- На границе с животным миром (1972; Bij de beesten af) — номинирован на «Оскар» (1973).
- Доктор Пулдер сеет мак (1975; Dokter Pulder zaait papavers) — номинирован на «Золотого медведя» (1976).
- Порка (1979; Een pak slaag)
- Королеве Юлиане исполняется семьдесят лет (1979; Juliana in zeventig bewogen jaren)
- Нидерланды (1983; Nederland)
- Семья шимпанзе (1984; The Family of Chimps)